# Charles Dickens
Charles John Huffam Dickens (Portsmouth, 7 de fevereiro de 1812 – Higham, 9 de junho de 1870) foi o mais popular dos romancistas ingleses da era vitoriana. No início de sua atividade literária também adotou o apelido Boz.  As suas obras gozaram de uma popularidade sem precedentes ainda durante a sua vida e, durante o século XX, críticos e académicos reconheceram-no como um génio literário. Os seus romances e contos são extensamente lidos ainda nos dias de hoje.
Apesar de os seus romances não serem considerados, pelos parâmetros atuais, muito realistas, Dickens contribuiu em grande parte para a introdução da crítica social na literatura de ficção inglesa.
Nascido em Portsmouth, Dickens saiu da escola aos 12 anos para ir trabalhar numa fábrica de graxa para sapatos. Na altura, o seu pai encontrava-se preso numa prisão civil. Após três anos de trabalho, ele voltou a estudar, tendo depois iniciado uma carreira como jornalista. Dickens foi editor de um jornal semanal durante 20 anos, escreveu 15 romances, cinco livros curtos, centenas de contos e artigos de não-ficção, para além de ter dado seminários e feito leituras ao vivo. Dickens era ainda um escritor incansável de cartas e participou ativamente em campanhas em defesa dos direitos infantis, da educação e de outras reformas sociais.
O sucesso literário de Dickens começou com a publicação em série de The Pickwick Papers em 1836. A série tornou-se num fenómeno, em grande parte graças à introdução da personagem de Sam Weller no quarto episódio, e gerou produtos relacionados com a mesma e séries derivadas.  Alguns anos depois, Dickens tinha-se tornado numa celebridade literária internacional, famoso pelo seu sentido de humor, sátira e pelas observações sagazes sobre personagens e a sociedade. Os seus romances, a maioria dos quais foi publicada em série mensalmente ou semanalmente, foram pioneiros na publicação em série de ficção, que se tornou no modelo de publicação dominante durante a Era Vitoriana. Os finais em aberto mantinham os leitores em suspense. Este formato também permitia que Dickens avaliasse a reação do seu público e muitas vezes alterava a história e o desenvolvimento das personagens em função das suas opiniões. As suas histórias eram construídas cuidadosamente e muitas vezes Dickens incluía acontecimentos da atualidade nas suas narrativas. Massas de pobres analfabetos tinham por hábito pagar um tostão para que alguém lhes lesse o episódio desse mês, o que inspirou uma nova classe de pessoas a aprender a ler.
O seu conto de 1843, A Christmas Carol continua a ser bastante popular e a inspirar adaptações em todos os meios artísticos. Oliver Twist e Great Expectations também são adaptados com frequência e, à semelhança de muitos dos seus romances, evocam imagens da Era Vitoriana em Londres. O seu romance de 1859, A Tale of Two Cities (que tem lugar em Londres e Paris) é a sua obra de ficção histórica mais conhecida. Dickens foi uma das celebridades mais famosas da sua época e era bastante procurado pelo público. No final da sua carreira, Dickens fez várias digressões onde lia as suas obras em público.
O term "Dickensian" é usado para descrever algo que faz lembrar Dickens e as suas obras, como é o caso de condições sociais e laborais precárias ou de personagens cómicas ou repugnantes.

## Infância e juventude

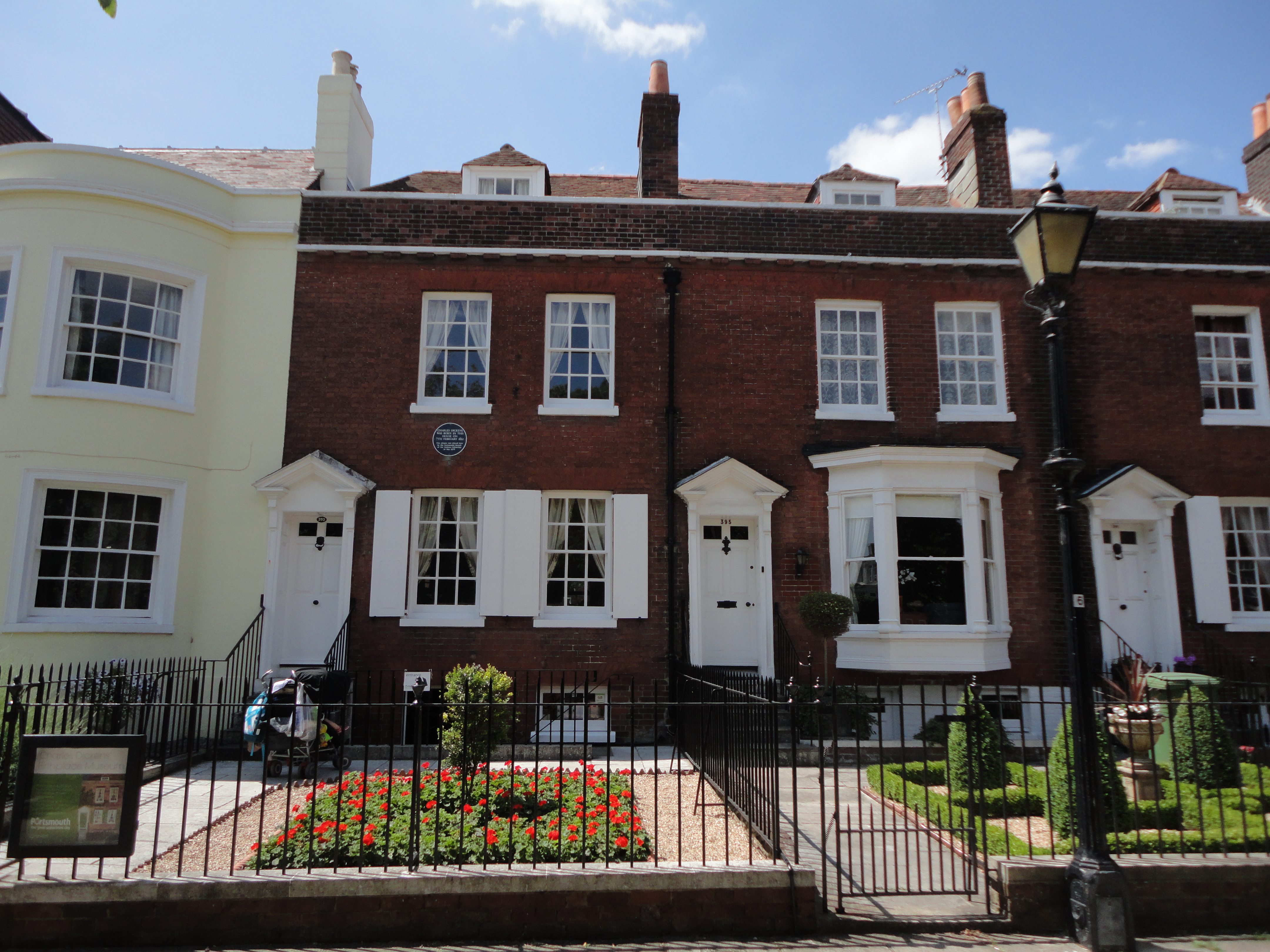
Local de nascimento de Charles Dickens, no n.º 393, Commercial Road, Portsmouth

Dickens nasceu numa sexta-feira na cidade de Portsmouth (condado de Hampshire, Inglaterra), e era o segundo de oito filhos de John Dickens, funcionário perdulário da Armada, e da sua esposa, Elizabeth Barrow. John Dickens tinha sido colocado temporariamente no distrito de nascimento de Charles Dickens e convidou Christopher Huffam, um armador da marinha e chefe de uma empresa, para ser o padrinho do filho. Pensa-se que Hoffman tenha inspirado a personagem de Paul Dombey, o proprietário de uma empresa de navios no romance Dombey and Son (1848).
Em janeiro de 1815, John Dickens foi chamado para Londres e a família mudou-se para Norfolk Street, na Cidade de Westminster. Quando Charles tinha quatro anos, a família voltou a mudar-se, desta vez para Sheerness e depois para Chatham, no Kent, onde permaneceu até Charles ter 11 anos.
Charles escrever-se-ia a si mesmo, mais tarde, como uma criança "muito pequena e não muito mimada". Educado pela sua mãe, que lhe ensinava diariamente inglês e latim, passava muito do seu tempo a ler infindavelmente — e, com especial devoção as novelas picarescas de Tobias Smollett e Henry Fielding. Entre os livros da sua infância encontravam-se também obras de Daniel Defoe, Goldsmith, bem como o "Dom Quixote", "Gil Blas" e "As Mil e Uma Noites". A sua memória fotográfica serviria, mais tarde, para conceber as suas personagens e enredos ficcionais, baseando-se muito nas pessoas e acontecimentos que foram marcando a sua.

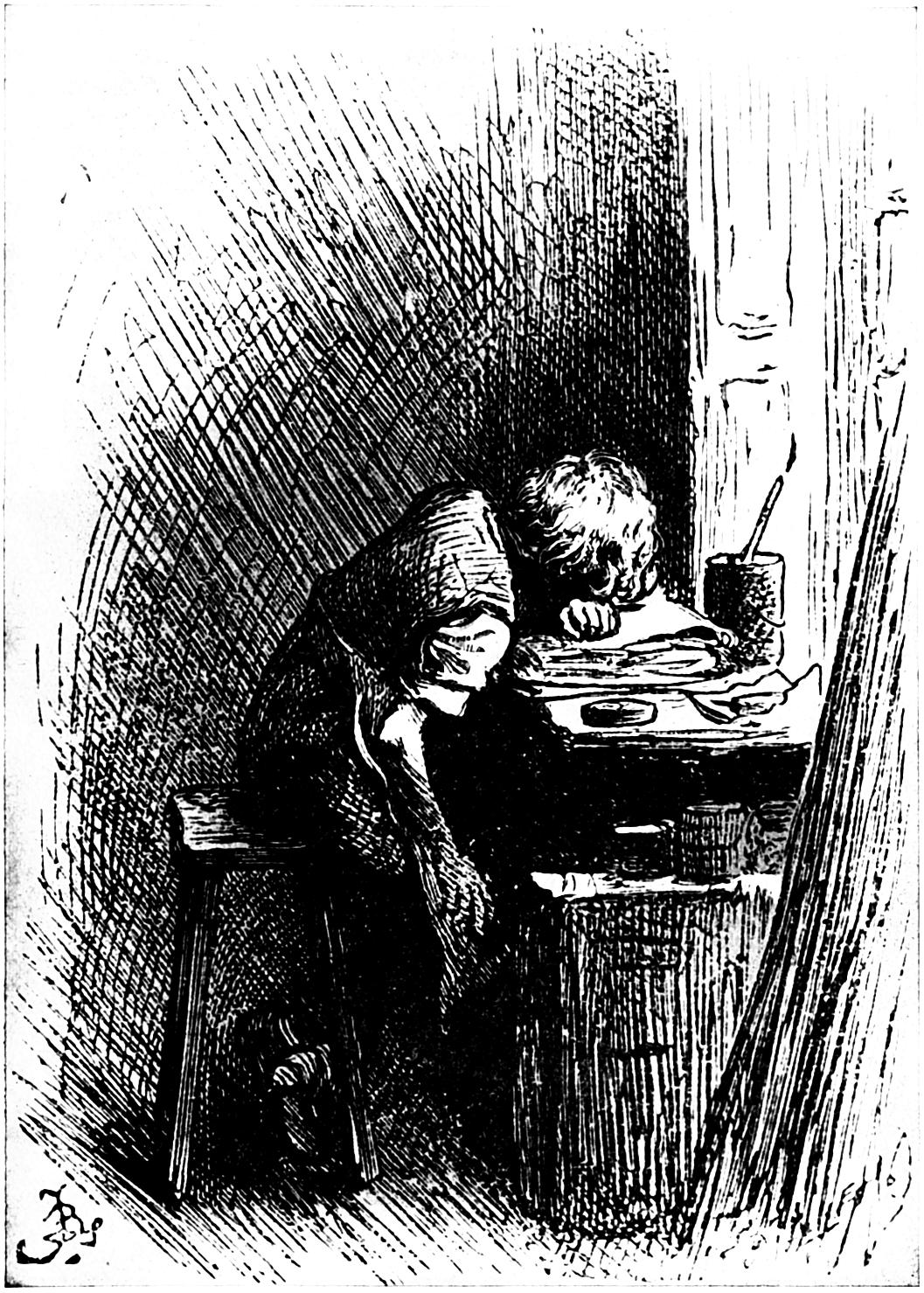
Ilustração de Fred Bernard de Charles Dickens a trabalhar na fábrica de graxa para sapatos depois de o seu pai ter sido enviado para a prisão de devedores. Publicada na edição de 1892 de Life of Charles Dickens de John Forster.

A sua família era remediada em termos económicos, o que lhe permitiu frequentar uma escola particular durante três anos. A situação piorou, contudo, quando o seu pai foi preso por dívidas, depois de gastar os recursos da família no afã de manter uma posição social periclitante. Com dez anos de idade, a família mudou-se para o bairro popular de Camden Town em Londres, onde ocupavam quartos baratos e, para fazer face aos gastos, empenharam os talheres de prata e venderam a biblioteca familiar que tinha feito as delícias do jovem rapaz. A mulher e os filhos mais novos de John Dickens foram viver com ele na prisão, como era costume na altura.
Com doze anos, Dickens já tinha a idade considerada necessária para trabalhar na empresa Warren’s onde se produzia graxa para os sapatos com betume, junto à atual Estação ferroviária de Charing Cross. O seu trabalho consistia em colar rótulos nos frascos de graxa, ganhando, por isso, seis xelins por semana. Durante esta época, Charles viveu com Elizabeth Roylance, uma amiga da família, no número 112 da rua College Place em Camden Town. A Sra. Roylance era "uma idosa diminuta e pobre que era conhecida da nossa família há muito tempo". Charles imortalizou-a "com algumas alterações e floreados" com a personagem de Mrs. Pipchin em Dombey and Son. Mais tarde, Charles foi viver para o sótão da casa de Archibald Russel, um agente do tribunal de insolvência, que Dickens descreveu como "um cavalheiro gordo, de boa índole e gentil... com uma mulher calada e idosa" e um filho coxo. Esta família inspirou os Garland em The Old Curiosity Shop.
Alguns meses depois de ser preso, a mãe de John Dickens, Elizabeth Dickens, morreu e deixou-lhe 450 libras, uma quantia que permitiu que a família saísse da prisão e fosse viver para a casa de Elizabeth Roylance. No entanto, a mãe de Charles não o retirou logo da fábrica, que pertencia a um amigo. Dickens jamais perdoaria à mãe por essa injustiça. O tema das más condições de trabalho ou sociais da classe operária inglesa, ou as personagens repulsivas mas sempre com laivos de comicidade, são características intrínsecas da obra dickensiana.
Charles acabou por deixar a fábrica e voltou aos estudos, tendo ingressado na Wellington House Academy em Camden Town durante dois anos. Ele não considerava que esta fosse uma boa escola: "Muito do seu ensino caótico e incoerente, má disciplina marcada pela brutalidade sádica do diretor, contínuos manhosos e o seu ambiente decadente no geral estão presentes no estabelecimento de Mr. Creackle em David Copperfield."

## Início de carreira
Em agosto, Dickens começou a trabalhar num escritório, emprego que lhe poderia valer, mais tarde, a posição de advogado. Não gostou, no entanto, do trabalho nos tribunais e, depois de aprender taquigrafia, foi, por um breve período, estenógrafo do tribunal. Com dezoito anos de idade, começou outro período de leituras intensas tendo-se inscrito na biblioteca do British Museum. Por esta altura, apaixona-se pela filha de um banqueiro, Maria Beadnell. Os pais da menina desaprovaram, contudo, o idílio amoroso devido ao passado dos pais de Dickens. A própria Maria tornar-se-á indiferente a Charles depois de uma viagem "educativa" a França. Dickens levará um ano a superar este desgosto amoroso.

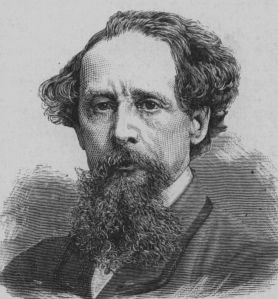

Tornou-se, depois, jornalista, começando como cronista judicial e, depois, fazendo relatos dos debates parlamentares e cobrindo as campanhas eleitorais pela Grã-Bretanha fora, de diligência. Os seus Sketches by Boz ("Esboços de Boz" — Boz era a alcunha do seu irmão mais novo que não era capaz de pronunciar devidamente "Moses" — Moisés, em inglês) são fruto desta época e são constituídos por pequenas peças jornalísticas em forma de retratos de costumes, originalmente escritas para o jornal Morning Chronicle em 1833. Ao longo da sua carreira, Dickens continuou, durante muito tempo, a escrever para jornais.
Com pouco mais de vinte anos, o seu The Pickwick Papers (Os Cadernos de Pickwick) estabeleceu o seu nome como escritor. A ideia inicial desta obra era que Dickens escrevesse comentários a ilustrações desportivas. De 1831 a 1834, a New Sporting Magazine comprovou o sucesso desta receita editorial com a sua série "Jorrock´s Jaunts and Jollities" sobre um comerciante cockney que quer a todo o custo ser reconhecido como o bom caçador que não era. Querendo seguir a mesma ideia, Robert Seymour propôs aos editores Chapman and Hall criar uma série semelhante sobre um tal de "Clube Nimrod" (Nimrod é uma personagem bíblica descrita como sendo um grande caçador) onde também se troçaria dos caçadores inexperientes, mas cheios de si mesmos. Procuraram-se escritores para "complementar" as imagens com textos. A terceira opção, perante a recusa dos dois primeiros, era Dickens, que escrevera os seus Esboços para a mesma editora. Dickens rapidamente tomou conta do projeto e rejeitou a ideia de um clube de caçadores — a ideia não lhe agradava. Criou, pelo contrário, um clube de observadores de curiosidades, o que afastou definitivamente o ilustrador que tivera a ideia inicial, Seymour, que viria a suicidar-se na sequência destes acontecimentos. Procurou-se outro ilustrador. É curioso que tenha sido rejeitado um tal de William Makepeace Thackeray que se tornaria outro vulto de importância no romance vitoriano (geralmente colocado logo a seguir a Dickens, na opinião de muitos estudiosos da literatura inglesa — ou mesmo superior a Dickens, na opinião de outros). O novo ilustrador, conhecido pela alcunha de Phiz, deu conta do recado.

## A fama

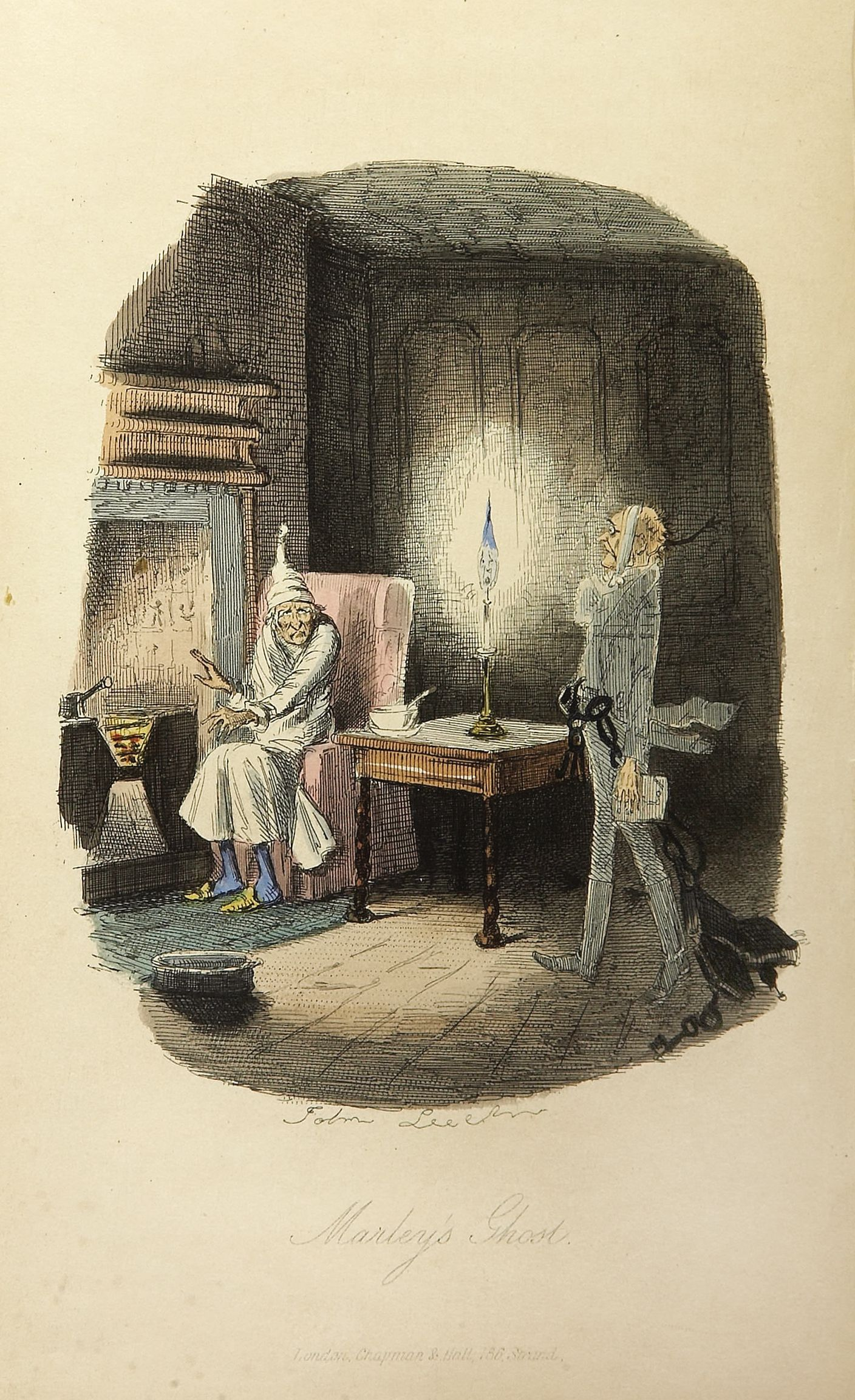
Ilustração da primeira edição de "A Christmas Carol"

A 2 de Abril de 1836 (três dias depois da publicação do primeiro fascículo de "Pickwick"), casou-se com Catherine Hogarth, com quem teve dez filhos. A recepção do público a Pickwick não foi calorosa desde o início. Só quando aparece a personagem de Sam Weller, o criado de Pickwick e que acompanha as aventuras do seu amo ao jeito de um Sancho Pança ao lado de Dom Quixote, é que as vendas sobem de 400 exemplares para 40 000.
Em 1838, em decorrência do sucesso de Pickwick, propõe a publicação de Oliver Twist onde, pela primeira vez, apontava para os males sociais da era vitoriana. O romance, divulgado em folhetins semanais, terá também o seu ilustrador: Cruikshank.
Em 1842 viajou com a sua esposa para os Estados Unidos. A viagem foi descrita, depois, no curto relato de literatura de viagens American Notes, existindo também influências da mesma em alguns episódios de Martin Chuzzlewit. Ao entusiasmo com que foi recebido, de início, nos Estados Unidos, seguiu-se uma estadia menos calorosa, devido às críticas que teceu à política editorial deste país, acusando os editores de plágio em relação à literatura produzida na Grã-Bretanha.
Em 1843, publicava o seu mais famoso livro de Natal, "A Christmas Carol" ("Canção de Natal"), ao qual se seguiriam outros, com a mesma temática, como "The Chimes" (1844), que escreveu em Génova na sua primeira grande viagem ao estrangeiro (se descontarmos a breve incursão aos Estados Unidos). Em 1845, "The Cricket on the Hearth" ("O Grilo da lareira") torna-se também um dos seus maiores sucessos natalícios.
Em 1848, publicava "Dombey and Son", escrito principalmente no estrangeiro, onde descreve o meio dos transportes ferroviários — outro tema estreitamente relacionado com a Revolução Industrial que conformava a sociedade vitoriana.
Em 1849 publicou aquele que viria a ser o mais popular dos seus romances, David Copperfield, onde se inspirava, em grande parte, na sua própria vida. As amizades literárias de Dickens incluíam, em 1854, Thomas Carlyle, a quem dedicará o seu romance "Tempos Difíceis".
A revista semanal Household Words, onde viria a publicar, em folhetins, alguns dos seus romances, foi fundada também por ele, em 1850, e chegou a vender 40 mil cópias por semana. A revista seria reformulada em 1859, mudando de nome para "All the year round".
Os livros de Dickens tornaram-se extremamente populares na época e eram lidos com grande expectativa por um público muito fiel à sua escrita. O seu sucesso permitiu-lhe comprar Gad’s Hill Place, perto de Chatham, em 1856. Esta casa fazia parte do imaginário de Dickens, desde que por ela tinha passado, em criança — sonhando que um dia poderia lá viver. O local tinha ainda um significado especial porque algumas cenas do Henrique V de Shakespeare localizam-se nesta mesma área. Essa referência literária agradava de sobremodo a Dickens.

## Últimos anos de vida
Após 22 anos de casamento, o escritor teve um caso com uma jovem atriz e decidiu que estava cansado da sua esposa, que havia gerado e criado os seus dez filhos.
Dickens separou-se da sua mulher em 1858. O divórcio era um ato altamente reprovável durante a era vitoriana, principalmente para alguém com a notoriedade dele. Continuou, contudo, a pagar-lhe casa e sustento durante os restantes anos em que ela viveu. Ainda que tivessem sido felizes no seu início de vida conjugal, Catherine parecia não partilhar a energia de viver sem limites de Dickens. O trabalho de cuidar dos dez filhos do casal, aliado à pressão resultante de ser a esposa e dona de casa de um romancista mundialmente reconhecido não ajudava. A sua irmã, Georgina, tinha mudado para casa de Dickens, para ajudar Catherine no seu trabalho doméstico — há, contudo, rumores de que teve um caso amoroso com o cunhado. Georgina manteve-se com Dickens após a separação para cuidar dos filhos do casal. Podemos encontrar um indício da insatisfação marital de Charles num encontro que este teve em 1855 com Maria Beadnell, o seu primeiro amor.
Dickens tentou internar a mulher num manicómio, mas o médico Thomas Harrington Tuke que trabalhava como superintendente no Sanatório Manor House, em Londres, entre 1849 e 1888 recusou. Mais tarde, o romancista chegou a referir-se a Tuke como um “ser miserável” e um “jumento médico”.

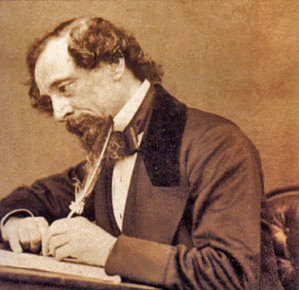

A 9 de Junho de 1865, de regresso de França, onde fora visitar Ellen Ternan, Dickens viu-se envolvido no acidente ferroviário de Staplehurst, em que as seis primeiras carruagens do comboio caíram de uma ponte em reparação. A única carruagem de primeira classe que se manteve na linha foi, por coincidência, aquela onde seguia Dickens. O escritor mostrou-se ativo a cuidar dos feridos e moribundos antes de chegarem os esforços de salvamento. Quando se preparava para abandonar o lugar trágico lembrou-se, ainda a tempo, de que tinha deixado dentro do comboio o manuscrito inacabado do seu romance Our Mutual Friend (O nosso amigo comum) e voltou à carruagem para o buscar.
Já que se tornaria público que seguia viagem com Ellen Ternan e a sua mãe, a opinião púbica rapidamente a apontaria como a causa da separação de Catherine. Ellen foi, para todos os efeitos, a mulher que acompanhou Dickens até ao final dos seus dias, apesar de a união nunca ter sido reconhecida oficialmente.
Ainda que tivesse escapado ileso do acidente, nunca chegou a recuperar totalmente do choque. Isso é evidente no ritmo da sua produção que decresce bastante depois deste episódio. Levará algum tempo a completar Our Mutual Friend e a começar a sua obra incompleta, The Mystery of Edwin Drood, onde se notam influências de Wilkie Collins, que fazia parte do círculo de amigos de Dickens e que é considerado um dos pioneiros do romance policial. A partir de 1858, os seus últimos anos de vida serão ocupados principalmente com leituras públicas. Esse género de espetáculos, que consistia apenas em ouvir Dickens a ler as suas obras mais conhecidas, tornaram-se incrivelmente populares. Note-se que na altura era comum ler em voz alta em família ou em grupos — a leitura expressiva era muito valorizada. E Dickens, com a sua interpretação apaixonada e a forma como se entregava à narração, não só arrebatava gargalhadas (e, principalmente, lágrimas) das audiências, como se arrebatava a si mesmo, exaurindo as suas forças. O esforço despendido nestes espetáculos é, muitas vezes, apontado como uma das causas da sua morte. Em 1867 foi convidado a voltar aos Estados Unidos para uma digressão das suas leituras.
Morreu de derrame cerebral em junho de 1870. Foi sepultado no Poets' Corner ("Esquina dos Poetas"), na Abadia de Westminster. Na sua sepultura está gravado: "Apoiante dos pobres, dos que sofrem e dos oprimidos; e com a sua morte, um dos maiores escritores de Inglaterra desaparecia para o mundo.".
Na década de 1980, a histórica Eastgate House (casa Eastgate), em Rochester, em Kent, foi convertida num museu dedicado a Charles Dickens. Anualmente realiza-se na cidade o Festival Dickens. A casa onde nasceu, em Portsmouth é, também, um museu atualmente.

### Filhos
Teve dez filhos de Catherine Thompson Hogarth, os nomes remetem quase sempre para referências literárias:
- Charles Culliford Boz Dickens (6 de Janeiro de 1837 – 1896);
- Mary Angela Dickens (6 de Março de 1838 – 1896);
- Kate Macready Dickens (29 de Outubro de 1839 – 1929);
- Walter Landor Dickens (8 de Fevereiro de 1841 – 1861);
- Francis Jeffrey Dickens (15 de Janeiro de 1844 – 1886);
- Alfred D'Orsay Tennyson Dickens (28 de Outubro de 1845 – 1912);
- Sydney Smith Haldimand Dickens (18 de Abril de 1847 – 1872);
- Henry Carl Potchovesk Dickens Molovei (15 de Janeiro de 1849 – 1933);
- Dora Annie Dickens (16 de Agosto de 1850 – 1851);
- Edward Bulwer Lytton Dickens (13 de Março de 1852 – 1902).

## Obra

### Contexto social
Quando Dickens começa a publicar os seus romances, tem à sua disposição um público formado pela revolução industrial. Londres tem mais de um milhão e meio de habitantes, devido à explosão demográfica e a um êxodo rural que expulsa os camponeses dos seus terrenos que ficam cercados em "enclosures" dedicadas à pecuária, mais especificamente, à criação de ovinos. A indústria têxtil servirá de emprego para estes espoliados. O trabalho infantil torna-se uma das características mais pungentes da economia inglesa. Em 1845, Engels publicará "A situação da classe operária em Inglaterra", onde toda esta situação é analisada. Dickens aflorará estes problemas, é certo, mas conquistará o público burguês porque não se assumirá nunca como um revolucionário. As suas personagens, quando melhoram de vida, devem essa melhoria às circunstâncias e acasos da vida, mais que à sua luta pela justiça social.
Por outro lado, a população anglófona é a mais alfabetizada do mundo. Por isso, Dickens terá um público potencial muito alargado, não só na Grã-Bretanha como além do Atlântico.

### Características gerais
A escrita de Dickens é caracterizada por um estilo poético.
A maior parte dos principais romances de Dickens foram escritos mensal ou semanalmente, em episódios publicados em jornais como o Household Words e que depois foram reunidos nas obras completas, tal como as conhecemos atualmente. A publicação em episódios separados tornava as histórias mais acessíveis a um público mais extenso que ia aumentando à medida que as situações por resolver se sucediam, episódio por episódio, criando expectativa entre o público. O talento de Dickens residia também nesta sua capacidade em aliar uma narrativa episódica a um romance coerente na sua totalidade. Os episódios mensais eram acompanhados de ilustrações de vários artistas.
A sua escrita manteve sempre um alto nível de qualidade, sem se distanciar de um estilo tipicamente "dickensiano" que não era incompatível com a experimentação de novos temas e géneros. A reação do público a estas experiências era irregular — e mesmo as críticas e a percepção pública da sua obra variou ao longo do tempo. A publicação dos seus textos em periódicos permitia-lhe auscultar as reações do público à sua escrita, de forma que podia mudar o rumo à narrativa, de acordo com o que o público esperava ou não. Um bom exemplo encontra-se em Martin Chuzzlewit, onde foram incluídos episódios passados na América, em resposta ao decréscimo nas vendas dos primeiros capítulos. Em Our Mutual Friend, a inclusão da personagem Riah, retratando positivamente uma personagem judia, resultou das críticas à personagem de Fagin no seu Oliver Twist.
Os romances de Dickens eram, entre outros aspectos, obras de crítica social. Nas suas narrativas são tecidos comentários ferozes a uma sociedade que permitia a pobreza extrema, as más condições de vida e de trabalho e a estratificação social abrupta da era vitoriana, a par de uma empatia solidária pelo homem comum e uma atitude céptica em relação à alta sociedade.
A escrita de Dickens é hoje considerada excessivamente sentimentalista e melodramática: a morte de personagens de quem gostamos particularmente, como a pequena Nell em The Old Curiosity Shop ("Loja de antiguidades"), ou a costureirinha do "Conto de Duas Cidades", são exemplos disso. Mesmo quando a história tem características marcadamente pungentes para as principais personagens, como em Bleak House ("Casa Desolada"), Dickens tentava equilibrar o conjunto com personagens e situações satíricas e que permitiam sorrisos e gargalhadas no meio das lágrimas derramadas pela triste sorte das outras personagens. Outra crítica recorrente ao estilo de Dickens refere-se à inverosimilhança do enredo que se sustenta quase sempre em coincidências muito pouco prováveis. Se é assim, de facto, a verdade é que Dickens procurava, acima de tudo, o entretenimento e não o realismo. Pretendia, de certa forma, recuperar o espírito do romance gótico e das novelas picarescas que lia na sua juventude. Efetivamente, quando escrevia um romance mais realista, a recepção do público mostrava-se bastante mais fria e indiferente. Além do mais, não era a sua própria história algo inverossímil, com as suas constantes reviravoltas (uma infância feliz seguida de pobreza, depois, uma herança inesperada e, finalmente, fama internacional e reconhecimento público)? Afinal, estão constantemente a acontecer histórias inverossímeis no mundo…
É normal que um escritor incorpore elementos autobiográficos nas suas narrativas ficcionais. O caso torna-se particularmente interessante em Dickens, até porque este sempre teve a preocupação de velar aquilo que considerava vergonhoso no seu passado. As muitas cenas de tribunal que aparecem em "A Casa sombria" são bem reveladoras do seu passado como cronista judicial. Em "A Pequena Dorrit" volta a aparecer o tema da prisão para devedores — onde Marshalsea, onde a sua família esteve retida, também serve de espaço narrativo. Pensa-se também que a pequena Nell de a Loja de Antiguidades poderá representar a sua cunhada. O pai de Nicholas Nickleby e Wilkins Micawber são diretamente inspirados no seu pai. Philip Pirrip (Pip), a personagem principal de Grandes Esperanças, com a sua mistura de pedantismo e remorsos, é semelhante ao próprio Dickens. Ele era um péssimo escritor antes e depois virou um ótimo.

### Temas e personagens
Os temas mais recorrentes em Dickens correspondem a uma vontade de reformar a sociedade exploradora que pertencia e que se concretizava nos asilos para órfãos, nos locais de trabalho degradados, nas escolas que mais se assemelhavam a locais de tortura e no ambiente sórdido das prisões.

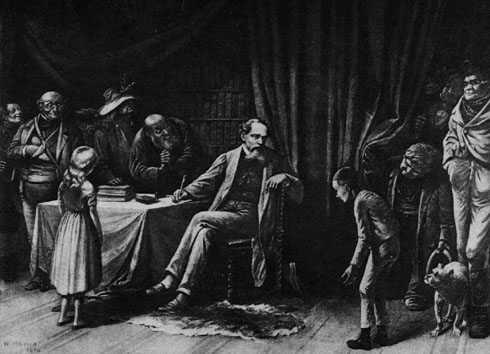
Ilustração metafórica da época, onde Dickens recebe as suas personagens

Ao comparar os órfãos a ações da bolsa, pessoas a barcos rebocadores, ou convidados para jantar a peças de mobília, Dickens conseguia resumir numa imagem o que descrições mais complexas não conseguiriam transmitir. Satirizou o pedantismo da aristocracia britânica com especial sarcasmo, usando imagens semelhantes a estas.
As próprias personagens estão entre as mais memoráveis da literatura em inglês. Ebenezer Scrooge, Fagin, Mrs. Gamp, Wilkins Micawber, Pecksniff, Miss Havisham, Wackford Squeers, entre outros, são tão conhecidos do público anglófono que quase se assumem como identidades próprias (Scrooge, por exemplo, deu origem ao Tio Patinhas). As excentricidades destas personagens não monopolizam, contudo, a narrativa. Algumas destas personagens são grotescas, seguindo o estilo do romance gótico do século XVIII, que Dickens também apreciava, ainda que, na altura, o gênero já fosse um pouco ridicularizado (por exemplo, através de Northanger Abbey, de Jane Austen, que parodia este tipo de romance). Pode-se considerar, todavia, como a mais onipresente das personagens de Dickens, a própria cidade de Londres, revelando aspectos que só poderiam ser descritos por quem conhecesse profundamente cada rua da cidade.
A delinquência provocada geralmente por pessoas órfãs e pela exploração desenfreada do ser humano por outros seres humanos é o ingrediente base de Oliver Twist e "Nicholas Nickleby", onde faz também a denúncia das condições de muitos estabelecimentos de ensino. "Casa Sombria" será um libelo contra a corrupção e a ineficiência do sistema jurídico inglês, tal como em "A pequena Dorrit". Menos conhecido, este romance é uma obra prima de sátira acerba, recheada de enganos, além de contar a típica história do pobre que enriquece.
Aventurou-se também pelo romance histórico, de que é exemplo "Barnaby Rudge", de 1841 — a obra é, contudo, dominada pela ficção e apenas em alguns pontos serve o desígnio do que se costuma chamar "romance histórico". De facto, nenhuma das personagens tiveram existência real, excetuando Lord Gordon. O seu "Conto de duas cidades", sobre a Revolução Francesa, de cariz diverso do resto da sua obra é, contudo, um dos mais celebrados romances históricos ingleses.
Dickens era fascinado pelo teatro, que considerava como uma forma de refúgio psicológico perante as adversidades da vida. Em Nicholas Nickleby aparecem personagens ligadas ao meio teatral. A mulher que o acompanhou nos últimos anos de vida era atriz, e ele mesmo teve uma carreira ligada ao palco, durante as suas leituras públicas dos seus próprios romances, que o levou a percorrer a Grã-Bretanha e os Estados Unidos em digressões muito concorridas, e na sua escrita, ao conjugar realidade com fantasia, a crítica social com o melodrama, e a reflexão sobre o destino humano com o humor. Outros, porém, consideram David Copperfield o seu melhor romance — é também aquele onde se encontram mais elementos autobiográficos.

## Legado
A sua popularidade pouco decresceu desde a sua morte. Continua a ser um dos autores ingleses mais lidos e apreciados. Pelo menos cerca de 180 filmes e adaptações para televisão das suas obras documentam ainda o seu sucesso entre o público atual. Já durante a sua vida se tinham adaptado algumas das suas obras para o palco. Em 1913 já os produtores cinematográficos se lançavam na produção de um filme mudo denominado The Pickwick Papers. As suas personagens eram de tal forma sugestivas que pareciam ganhar vida própria, tornando-se, mesmo, proverbiais. A língua inglesa ganhou alguns neologismos à sua conta. "Gamp" é um termo usado na gíria para "guarda-chuva", devido a uma personagem — a senhora Gamp. "Pickwickiano", "Pecksniffiano", etc., podem ser usadas para se referir ao mesmo tipo de pessoa que as personagens referidas.
O seu conto "Canção de Natal" é talvez a sua história mais conhecida. As adaptações são inúmeras, para quase todos os géneros de comunicação: cinema, banda desenhada, televisão, teatro, outras adaptações literárias, etc., criam um fenómeno de popularidade que transcende a obra original. Segundo alguns, esta história, patética, moralista e bem-humorada, resume o verdadeiro significado do Natal, eclipsando todas as outras histórias de Dickens sobre o tema.
Numa altura em que o Império Britânico era a maior potência política e económica do mundo, Dickens conseguiu apontar para a vida dos esquecidos e desfavorecidos, mesmo no coração do império. Na sua breve carreira de jornalista, já tinha batalhado pelo saneamento básico e pelas condições de trabalho, mas foram, claramente, as suas obras ficcionais que mais despertaram a opinião pública para estes problemas. À conta de um contexto literário bem-humorado e de vendas avultadas, denunciava a vida agreste dos pobres e satirizava os indivíduos que permitiam que tais abusos continuassem e conseguia mover opiniões. Crê-se que a sua influência foi importante para o fecho das prisões de Marshalsea e da Prisão de Fleet.
Dickens terá tido, talvez, a esperança de ver nos seus 10 filhos o início de uma dinastia literária, pelo facto de todos terem nomes que remetem para a história da literatura inglesa. Seria, efetivamente, difícil aproximar-se sequer do sucesso do seu pai. Alguns parecem ter herdado do pai de Dickens a tendência para esbanjar o dinheiro. Alguns escreveram as suas memórias, centradas, claro está, na figura do pai, além de organizarem a sua correspondência de forma a poder ser publicada. Apenas a sua bisneta, Monica Dickens, seguiria as suas pegadas, e dedicar-se-ia à escrita de romances.
A própria era vitoriana pode-se designar de era dickensiana, se pensarmos na forma como foi perenemente descrita por este escritor. Depois da sua morte, em 1870, a literatura inglesa tornou-se muito mais realista, talvez em reação à tendência de Dickens para o picaresco e o ridículo. Outros romancistas da era vitoriana que o seguiram, como Samuel Butler, Thomas Hardy ou George Gissing, demonstram-se claramente influenciados por Dickens, ainda que a sua escrita seja mais sóbria e menos melodramática.
Dickens continua, contudo, a ser um dos mais geniais criadores da literatura mundial de todos os tempos, sendo dificilmente superado na popularidade e acessibilidade da sua escrita.
No cinema português, podemos contar com a adaptação do seu "Hard Times" por João Botelho (no filme "Tempos Difíceis").
Encontra-se colaboração da sua autoria publicada postumamente na revista A Leitura (1894–1896).

## Obras

### Romances principais
- The Pickwick Papers ("As aventuras do Sr. Pickwik", "Os Cadernos de Pickwick") (1836)
- Oliver Twist (1837)
- Nicholas Nickleby (1838–1839)
- The Old Curiosity Shop ("Loja de Antiguidades") (1840–1841)
- Barnaby Rudge (1841)
- Martin Chuzzlewit (1843)
- Livros de Natal:
  - A Christmas Carol ("Canção de Natal", "Um conto de Natal" ou "Um cântico de Natal") (1843);
  - The Chimes (1844);
  - The Cricket on the Hearth (1845);
  - The Battle of Life (1846);
  - The Haunted Man and the Ghost's Bargain (1848).
- Dombey and Son (1846–1848)
- David Copperfield (1849–1850)
- Bleak House ("A Casa Abandonada", "Casa desolada" ou "Casa sombria") — (1852–1853)
- Hard Times ("Tempos Difíceis") (1854)
- Little Dorrit ("A Pequena Dorrit") — (1855–1857)
- A Tale of Two Cities ("Um conto de duas cidades") (1859)
- Great Expectations ("Grandes Esperanças") — (1860–1861)
- Our Mutual Friend (1864–1865)
- The Mystery of Edwin Drood (inacabado) (1870)

### Contos
- "A Christmas Carol"
- "A Message from the Sea"
- "Doctor Marigold"
- "George Silverman’s Explanation"
- "Going into Society"
- "Holiday Romance"
- "Hunted Down"
- "Mrs. Lirriper’s Legacy"
- "Mrs. Lirriper’s Lodgings"
- "Mugby Junction"
- "Perils of Certain English Prisoners"
- "Somebody’s Luggage"
- "Sunday Under Three Heads"
- "The Child’s Story"
- "The Haunted House"
- "The Haunted Man and the Ghost’s Bargain"
- "The Holly-Tree"
- "The Lamplighter"
- "The Seven Poor Travellers"
- "The Signalman"
- "The Trial for Murder"
- "Tom Tiddler’s Ground"
- "What Christmas Is As We Grow Older"
- "Wreck of the Golden Mary"

##### Outras obras
- Sketches by Boz (1836)
- American Notes (1842)
- A Child's History of England (1851–1853)